# ماکسیم استانکوویچ
ماکسیم استانکوویچ (اوکراینی: Станкевич Максим Олегович؛ زادهٔ ۱۶ اوت ۱۹۷۵) بازیکن فوتبال اهل اوکراین است.